# Charles Douglas-Hamilton, 7. Earl of Selkirk
Charles George Archibald Douglas-Hamilton, 7. Earl of Selkirk (* 18. Mai 1847; † 2. Mai 1886), war ein britischer Adliger und Offizier aus der Familie Douglas-Hamilton.

## Leben
Er war der zweite Sohn des William Hamilton, 11. Duke of Hamilton, aus dessen Ehe mit Prinzessin Marie Amalie von Baden. Als jüngerer Sohn eines Dukes führte er die Höflichkeitsanrede „Lord“ Charles Hamilton.
Im Dezember 1862 trat er in die British Army ein und wurde Cornet des Lanarkshire Regiment of Yeomanry Cavalry. Im März 1866 kaufte er sich einen Offiziersstelle als Cornet bei den 11th Hussars. Er nahm an der Gordon Relief Expedition teil und diente während der Äthiopienexpedition von 1868 als Aide-de-camp des Generals Sir Robert Napier. Im Oktober 1869 schied im Rang eines Cornet aus der Army aus.
In der Öffentlichkeit bekannt wurde er vor allem durch seine Finanznot, die ihn in Konflikt mit dem Gesetz brachte. So wurde er 1869 verhaftet, nachdem er auf abenteuerliche Weise vergeblich versucht hatte, mit einer Hansom-Droschke seinen Gläubigern zu entfliehen – ein Ereignis, das ihm den Spott der Presse einbrachte. 1871 wurde ein Bankrott-Verfahren zur Regelung seiner Schulden gegen ihn eingeleitet, das 1874 abgeschlossen wurde.
1885 starb ein entfernter Verwandter, Dunbar Douglas, 6. Earl of Selkirk, ohne Nachkommen zu hinterlassen. Obwohl Charles’ älterer Bruder William Hamilton, 12. Duke of Hamilton der nächste männliche Verwandte war, erbte Charles aufgrund einer besonderen Erbregelung von 1688 dessen Adelstitel als Earl of Selkirk. Er änderte daraufhin seinen Familiennamen von „Hamilton“ zu „Douglas-Hamilton“.
Der neue 7. Earl of Selkirk starb bereits im Jahr darauf im Alter von nur 38 Jahren. Da er unverheiratet geblieben war und keine Nachkommen hatte, gelangte die Earlswürde als nachgeordneter Titel nun doch an seinen Bruder.